# Bull Durham
Bull Durham, conocida como Los búfalos de Durham en España, y La bella y el campeón en Hispanoamérica, es una comedia romántica de 1988 dirigida por Ron Shelton y protagonizada por Kevin Costner y Susan Sarandon. Se recaudaron más de $50 millones en los EE. UU. para un presupuesto estimado de $9 millones.

## Argumento
La trama se desarrolla en el título de Durham, un pequeño pueblo de Carolina del Norte, donde la mayor atracción  es el juego del equipo de los Búfalos de béisbol de segunda división.

## Reparto
- Kevin Costner es "Crash" Davis.
- Susan Sarandon es Annie Savoy.
- Tim Robbins es Ebby Calvin "Nuke" LaLoosh.
- Trey Wilson es Joe Riggins.
- Robert Wuhl es Larry Hockett.
- William O'Leary es Jimmy.
- David Neidorf es Bobby.
- Samuel Veraldi es Jugador de segunda base.
- Stephen Ware es animador.

## Antecedentes
El nombre de la  película se basa en el apodo de Durham, Carolina del Norte, que ha  sido llamado "Bull Durham" desde 1800, cuando el Blackwell Tobacco Company el nombre de su producto "Toro" tabaco de Durham, que pronto  se convirtió en una marca notoriamente conocida. En 1898, James B. Duke compró la  compañía y le cambió el nombre de la American Tobacco Company. Por este tiempo, el apodo de Bull Durham se había pegado ya.
Escritor de la película y director, Ron Shelton, jugó en las ligas menores durante cinco años después de graduarse de la Westmont College en Santa Bárbara (California). Inicialmente jugando la segunda base para el sistema de explotación de los Orioles de Baltimore, se trasladó de la Liga de los Apalaches en California y Texas antes de fin de juego AAA baseball para Rochester Red Wings en la Liga Internacional. Shelton dejó de jugar cuando se dio cuenta de que nunca se convertiría en un jugador de las Grandes Ligas. "Yo tenía 25 años. En el béisbol, te sientes 60 si no estás en las Grandes Ligas. Yo no quería convertirme en un Davis Crash", eso dijo.
Regresó a la escuela y obtuvo una  M.F.A. en la escultura en la Universidad de Arizona antes de trasladarse a Los Ángeles para unirse a la escena de la ciudad de arte. Sin embargo, se sentía  más parentesco en contar historias que en la creación de arte de performance. Su descanso  en el cine fue el trabajo de la segunda unidad en las películas Under Fire y The Best of Times (ambos de los cuales también escribió).